# Thérèse Quentin
Pour les articles homonymes, voir Quentin (homonymie).
Thérèse Quentin est une actrice belgo-française née le 5 juillet 1929 à Ixelles (Belgique) et morte le 20 février 2015 à Paris.

## Biographie
Thérèse Quentin étudia l'art dramatique avec la comédienne française Tania Balachova à Paris.
Elle épousa l'acteur français Marcel Cuvelier avec qui elle eut une fille, l'actrice Marie Cuvelier.
Elle est inhumée aux côtés de son époux, mort deux semaines avant elle, au cimetière de Montmartre (division 25).

## Théâtre
- 1954 : La Lettre perdue de Ion Luca Caragiale, mise en scène Marcel Cuvelier, Théâtre de Poche Montparnasse
- 1955 : L'Homme du destin de George Bernard Shaw, mise en scène Michel de Ré, Théâtre de l'Alliance française
- 1957 : La Lettre perdue de Ion Luca Caragiale, mise en scène Marcel Cuvelier, Théâtre des Célestins
- 1957 : Scabreuse Aventure de Dostoïevski, mise en scène Georges Annenkov, Théâtre du Vieux Colombier
- 1963 : Oblomov d'Ivan Gontcharov, mise en scène Marcel Cuvelier, Studio des Champs-Elysées
- 1965 : Archiflore de Jeannine Worms, mise en scène Nicolas Bataille, Théâtre 347
- 1968 : La Leçon d'Eugène Ionesco, mise en scène Jacques Mauclair, Festival de la Cité Carcassonne, Festival de Collioure, Théâtre du Midi
- 1968 : Le roi se meurt d'Eugène Ionesco, mise en scène Jacques Mauclair, Théâtre du Midi
- 1969 : Demain une fenêtre sur rue de Jean-Claude Grumberg, mise en scène Marcel Cuvelier, Théâtre des Célestins
- 1969 : Le roi se meurt d'Eugène Ionesco, mise en scène Jacques Mauclair, Festival de Bellac
- 1970 : Premier Avertissement d'August Strindberg, mise en scène Gregory Chmara, Studio des Champs-Elysées
- 1970 : Le roi se meurt d'Eugène Ionesco, mise en scène Jacques Mauclair, Théâtre de l'Athénée
- 1970 : L'Augmentation de Georges Perec, mise en scène Marcel Cuvelier, Théâtre de la Gaîté-Montparnasse
- 1976 : Hotel Baltimore de Lanford Wilson, mise en scène Alexandre Arcady, Espace Cardin
- 1976 : Equus de Peter Shaffer, mise en scène John Dexter, Théâtre de l'Athénée-Louis-Jouvet
- 1977 : Iphigénie-Hôtel de Michel Vinaver, mise en scène Antoine Vitez, Théâtre des Quartiers d'Ivry Centre Pompidou
- 1978 : Vinci avait raison de Roland Topor, mise en scène Jean-Christian Grinevald, Théâtre Marie Stuart
- 1980 : Pour l'amour de l'humanité de Marcel Cuvelier, mise en scène Jean-Christian Grinevald et Marcel Cuvelier, Théâtre Marie Stuart
- 1982 : L'Augmentation de Georges Perec, mise en scène Marcel Cuvelier, Théâtre de la Huchette
- 1982 : Spectacle Ionesco d'après Eugène Ionesco, mise en scène Roger Planchon, TNP Villeurbanne
- 1983 : Spectacle Ionesco d'après Eugène Ionesco, mise en scène Roger Planchon, Nouveau théâtre de Nice
- 1984 : Spectacle Ionesco d'après Eugène Ionesco, mise en scène Roger Planchon, Théâtre national de l'Odéon
- 1985 : Ma femme d'Anton Tchekhov, mise en scène Marcel Cuvelier, Poche Montparnasse
- 1986 : Rhapsodie-Béton de Georges Michel, mise en scène Marcel Cuvelier, Théâtre de la Huchette
- 1988 : Douce Nuit de Harald Müller, mise en scène Alain Alexis Barsacq, Théâtre de l'Atalante, Théâtre des Mathurins, Théâtre national de Strasbourg
- 1989 : Comme tu me veux de Luigi Pirandello, mise en scène Maurice Attias, Théâtre de la Madeleine
- 1990 : Comme tu me veux de Luigi Pirandello, mise en scène Maurice Attias, Théâtre des Célestins
- 1990 : Je ne me souviens plus de rien d’Arthur Miller, mise en scène Marcel Cuvelier, Théâtre du Tourtour
- 1995 : Lillian de William Luce d'après Une femme inachevée de Lillian Hellman, mise en scène Marcel Cuvelier, Théâtre du Tourtour
- 1996 : Théâtre en miettes d'Eugène Ionesco, mise en scène Marcel Cuvelier, Théâtre de la Huchette
- 1999 : Le Domaine des femmes de Tchekhov, mise en scène Marcel Cuvelier, Théâtre de la Huchette
- 2000 : L'Ormaie de Marcel Cuvelier, mise en scène Gérard Maro, Comédie de Paris
- 2002 : Histoires de On de Jean-Claude Grumberg, mise en scène Marcel Cuvelier, Théâtre de la Huchette
- Le Point de vue d'Emmy de David Hare, mise en scène Bernard Murat, tournée
- Le Belvédère d'Ödön von Horváth, mise en scène Agathe Alexis, Théâtre de Gennevilliers
- La Grande Catherine de George Bernard Shaw, Théâtre de l'Alliance française
- La Buanderie, Théâtre de la Huchette
- La Cantatrice chauve et La Leçon d'Eugène Ionesco, Théâtre de la Huchette
- Le Jeu de l'amour et de la mort de Rollaud, Théâtre de Poche Montparnasse

## Filmographie
- 1967 : Le Grand Meaulnes, réalisé par Jean-Gabriel Albicocco : Madame Seurel
- 1967 : Les Aventuriers, réalisé par Robert Enrico : Madame Dubreuil
- 1973 : L'Enlèvement, téléfilm réalisé par Jean L'Hôte : Madame Corbier
- 1974 : Madame Bovary, de Pierre Cardinal : Madame Homais
- 1974 : Voyage en Grande Tartarie, réalisé par Jean Charles Tacchella : une amie à l'enterrement
- 1975 : Les Rosenberg ne doivent pas mourir, téléfilm réalisé par Stellio Lorenzi : Madame Harris
- 1976 : Hôtel Baltimore, téléfilm réalisé par Alexandre Arcady : Madame Oxenham
- 1976 : Commissaire Moulin (1 épisode : La surprise du chef).
- 1976 : Je suis Pierre Rivière, réalisé par Christine Lipinska : la mère
- 1977 : Diabolo menthe, réalisé par Diane Kurys : Mademoiselle Dumas
- 1977 : Messieurs les jurés : L'Affaire Beauquesne de Serge Witta
- 1977 : L'Œil de l'autre, téléfilm réalisé par Bernard Queysanne : la bouchère, la patronne du café, l'employée de l'ANPE, la suiveuse
- 1978 : Le Voyage de Selim, téléfilm réalisé par Régina Martial : la directrice du lycée
- 1978 : Louis XI ou La naissance d'un roi, téléfilm réalisé par Alexandre Astruc : la cuisinière
- 1979 : Les Quatre Cents Coups de Virginie, mini-série réalisée par Bernard Queysanne : Madame Lecran
- 1979 : La Dérobade, réalisé par Daniel Duval.
- 1979 : Il y a longtemps que je t'aime, réalisé par Jean Charles Tacchella : Marie-Jeanne, femme de Christian
- 1981 : Nous te mari-e-rons, téléfilm réalisé par Jacques Fansten : Gisèle
- 1982 : Sans un mot, téléfilm réalisé par Gérard Poitou-Weber : la dame de la mairie
- 1982 : La Tendresse, de Bernard Queysanne : Thérèse
- 1982 : Les Amours des années grises (1 épisode), réalisé par Marlène Bertin et Stéphane Bertin : Madame d'Aunay
- 1982 : Les Amours des années grises, Histoire d'un bonheur (1 épisode), réalisé par Marion Sarraut : Madame d'Aunay
- 1982 : Après tout ce qu'on a fait pour toi, téléfilm réalisé par Jacques Fansten.
- 1984 : Hélas, Alice est lasse de Bernard Queysanne
- 1984 : Les Enquêtes du commissaire Maigret, épisode : Maigret se défend, de Georges Ferraro : Madame Pardon
- 1985 : Les Enquêtes du commissaire Maigret, épisode : Le Revolver de Maigret, de Jean Brard : Madame Pardon
- 1986 : Espionne et tais-toi (1 épisode), réalisé par Claude Boissol : Héléna Mechanik
- 1986 : Le conteur tourne (1 Épisode) : Héléna Mechanik
- 1981 : Le Squale, téléfilm réalisé par Claude Boissol : la mère de Séverine
- 2012 : Comme un chef, de Daniel Cohen
- 2012 : Ainsi soient-ils (série télévisée) : Sœur Amalia, la gouvernante du Pape
- 2015 : L'Ombre des femmes de Philippe Garrel